# Lago Harvey (Novo Brunswick)
O lago Harvey é um lago de água doce localizado no Condado de York, na província de New Brunswick, no Canadá.

## Descrição
Este lago encontra-se ao norte de Dorset e do Lago Bays e da Estrada nº 12. Para chegar ao lago de forma fácil e acessível deve-se passar por lago Otter e aqui tomar a estrada para o norte. Onde há uma estrada de serviço que vai dar ao lago. 
No local não existem muitas casas, sendo fraca a presença humana, principalmente nos terrenos estatais. Neste lago é feita alguma pesca principalmente para abastecido da localidade de Splake. 
Tendo em atenção a fraca presença humana, este local é um lugar tranquilo e quase um refúgio relativamente à área ocupada do Lago de Bays.